# عزیزترین عزیزم
عزیزترین عزیزم (انگلیسی: Dear My Dear; کره‌ای: 사랑하는 그대에게; لاتین‌نویسی اصلاح‌شده: saranghaneun geudaeege) دومین آلبوم چندآهنگه خواننده کره‌ای چن از گروه اکسو است. این آلبوم به صورت دیجیتالی و فیزیکی در ۱ اکتبر ۲۰۱۹ توسط اس‌ام انترتینمنت منتشر و توسط دریموس توزیع شد.

## جدول‌ها

### جدول‌های هفتگی
| جدول (۲۰۱۹)                                | بهترین جایگاه |
| ------------------------------------------ | ------------- |
| آلبوم‌های دیجیتال فرانسوی (اس‌ان‌ئی‌پی)        | ۴۵            |
| آلبوم‌های ژاپنی (اوریکون)                   | ۳۶            |
| آلبوم‌های داغ ژاپن (بیلبورد ژاپن)           | ۳۱            |
| آلبوم‌های کره جنوبی (گائون)                 | ۱             |
| آلبوم‌های موسیقی ملل ایالات متحده (بیلبورد) | 7             |

### جدول‌های پایان سال
| جدول (۲۰۱۹)                | جایگاه |
| -------------------------- | ------ |
| آلبوم‌های کره جنوبی (گائون) | ۳۶     |

## فروش‌ها
| منطقه     | فروش    |
| --------- | ------- |
| کره جنوبی | ۱۶۹٬۵۷۰ |
| چین       | ۵۲٬۴۱۳  |
| ژاپن      | ۱٬۹۰۲   |

## تاریخچه انتشار
| منطقه     | تاریخ        | فرمت                       | ناشر                   |
| --------- | ------------ | -------------------------- | ---------------------- |
| کره جنوبی | ۱ اکتبر ۲۰۱۹ | سی‌دی دانلود دیجیتال استریم | اس‌ام انترتینمنت دریموس |
| مختلف     | ۱ اکتبر ۲۰۱۹ | دانلود دیجیتال استریم      | اس‌ام انترتینمنت        |